# Егоров, Семён Витальевич
Семён Витальевич Егоров (род. 19 октября 1999, Набережные Челны, Татарстан) — российский футболист, защитник клуба «Витебск».

## Карьера

### «Смоленск»
Начинал карьеру в любительских клубах «Зеленоград» и «Смоленск», до этого на юношеском уровне выступая за «Химки». Летом 2020 года в составе «Смоленска» отправился выступать в Первенство ПФЛ. Первый матч за клуб провел 5 августа 2020 года в рамках Кубка России против «Калуги», выйдя на поле в стартовом составе. Первый матч в чемпионате сыграл 9 августа 2020 года против петербургского клуба «Зенит-2», выйдя на поле в стартовом составе. Первым в сезоне забитым голом за клуб отличился 1 ноября 2020 года в матче против клуба «Муром». На протяжении первой половины сезона был в клубе одним из основных игроков, отличившись единственным забитым голом. В конце 2020 года покинул смоленский клуб.

### «Динамо» Санкт-Петербург
В июле 2021 года футболист на правах свободного агента присоединился к петербургскому «Динамо», подписав контракт до конца сезона. Дебютировал за клуб футболист 4 сентября 2021 года в матче против клуба «Красава», выйдя на поле в стартовом составе. Начинал сезон футболист в составе петербургского клуба как основной игрок, однако в скором времени потерял место в стартовом составе, оставаясь на скамейке запасных, результативными действиями не отличившись. В конце 2021 года футболист покинул клуб, расторгнув контракт по соглашению сторон.

### «Металлург-Видное»
В феврале 2022 года футболист на правах свободного агента стал игроком клуба «Металлург-Видное». Дебютировал за клуб 4 апреля 2022 года в матче против воронежского клуба «Факел-М», выйдя на поле в стартовом составе. Дебютный гол за клуб футболист забил 22 апреля 2022 года в матче против тульского клуба «Арсенал-2». На протяжении сезона футболист выступал за клуб в роли одного из ключевых игроков, отличившись своим единственным забитым голом. По итогу сезона футболист вместе с клубом завершил чемпионат на итоговом предпоследнем месте. По окончании сезона футболист покинул клуб.

### «Рязань»
В августе 2022 года футболист присоединился к «Рязани». Дебютировал за клуб футболист 27 августа 2022 года в матче против курского клуба «Авангард», выйдя на поле в стартовом составе. На протяжении первой половины сезона футболист выступал за клуб в роли одного из основных игроков клуба, однако с конца октября 2022 года стал оставаться на скамейке запасных, результативными действиями по итогу не отличившись. В феврале 2023 года футболист покинул рязанский клуб, расторгнув контракт со соглашению сторон.

### «Витебск»
В феврале 2023 года футболист стал игроком белорусского «Витебска», подписав контракт до конца сезона. Дебютировал за клуб футболист 5 марта 2023 года в четвертьфинальном матче Кубка Белоруссии против гродненского «Немана», выйдя на поле в стартовом составе. Первый матч в чемпионате футболист сыграл 8 апреля 2023 года против «Жодино-Южного», выйдя на поле в стартовом составе. Дебютный гол за клуб футболист забил 29 апреля 2023 года в матче против «Лиды». На протяжении сезона футболист был в клубе одним из ключевых игроков, отличившись 5 забитыми голами и результативной передачей.  По итогу сезона футболист вместе с клубом стал бронзовым призёром Первой лиги, отправившись в стыковые матчи за право получить повышение в Высшую лигу. По итогу стыковых матчей футболист вместе с клубом победил «Энергетик-БГУ» и получил повышение в классе.
В январе 2024 года футболист продлил контракт с белорусским клубом ещё на сезон. Новый сезон футболист начал 3 марта 2024 года с четвертьфинального матча Кубка Белоруссии против «Ислочи», выйдя на поле в стартовом составе. Первый матч в чемпионате футболист сыграл 17 марта 2024 года против солигорского «Шахтёра», выйдя на поле в стартовом составе.